# Hôpital de district de Greenwich

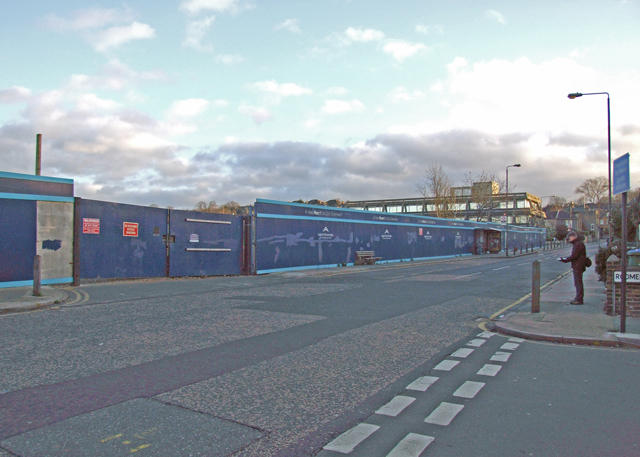
L'ancien hôpital de Greenwich démoli et en attente de réaménagement.

L'hôpital de district de Greenwich (Greenwich District Hospital) est un ancien hôpital général de borough de Greenwich, au sud-est de Londres, en Angleterre. Il avait été bâti dans les années 1960, sur le site d'un hôpital encore plus ancien, l'hôpital St. Alfege de Greenwich (St. Alfege's Hospital, Greenwich).
Un seul grand bâtiment avait été prévu pour abriter un hôpital de taille suffisante pour satisfaire aux besoins du district (800 lits) sur une surface restreinte (moins de 8 acres). Le service des urgences se situait à l'extérieur de ce bâtiment et recevait la lumière naturelle, tandis que les autres départements comme les blocs opératoires ou les laboratoires se trouvaient en son centre. Les services techniques s'intercalaient entre sols et plafonds de chaque demi-étage, de sorte que les opérations techniques et de maintenance pouvaient se dérouler sans interférer avec le travail de clinique dans les zones médicales L'architecture intérieure utilisait de vastes surfaces ouvertes ce qui permettait de tirer un profit maximum de l'espace disponible tout en pouvant être facilement modifiées pour s'adapter aux variations des besoins. L'ensemble de l'hôpital disposait d'un système de ventilation destiné à améliorer la qualité de l'air.
L'hôpital de Greenwich ferme en 2001, et ses services sont transférés au Queen Elizabeth Hospital de Woolwich. Certaines scènes du film About A Boy (sorti en 2002) ont été tournées dans l'hôpital déjà fermé, avant sa démolition en  2006.